# Kazılı, Pertek
Kazılı là một xã thuộc huyện Pertek, tỉnh Tunceli, Thổ Nhĩ Kỳ. Dân số thời điểm năm 2010 là 69 người.